# شمشیربال حنایی
شمشیربال حنایی (نام علمی: Campylopterus rufus) نام یک گونه از سرده دم‌شمشیری است.